# Фред Астер
Фред Асте́р (англ. Fred Astaire, справжнє ім'я — Фредерік Е. Аустерліц, Frederick Austerlitz) ; *10 травня 1899 — †22 червня 1987) — американський танцюрист, хореограф, кіноактор і співак австро-єврейсько-німецького походження. Поставив багато хореографічних номерів у фільмах. Виконав ролі в музичних фільмах («Танцююча леді», «Ритм свінгу», «Потанцюймо», «Великодній хід» (англ. Easter parade, 1948), «Смішне обличчя» (1957), у театрі («На останньому березі»), в драматичних фільмах, («На березі», 1959.) Знявся в 10 фільмах із своєю найпопулярнішою партнеркою в танцях, Джинджер Роджерс. У списку 100 найкращих акторів усіх часів, складеному Американським інститутом кіномистецтва, Астер зайняв п'яте місце.

## Біографія
Батько Фреда, Фрідріх Емануель Аустерліц, походив з єврейської родини з австрійського міста Лінц. Мати Йоганна «Енн» Аустерліц (нар. Гайлус) народилася у США в сім'ї німецьких емігрантів із Східної Прусії, за сповіданням християн-протестантів.
Батько Фреда в молодості був поручником війська Австро-Угорської імперії і якось раз не віддав честі старшому офіцеру, який відправив його за це під арешт. І хоча тим старшим офіцером був власний старший брат Фрідріха Аустерліца, ображений поручник відразу втратив любов до служби в армії і до Австро-Угорської батьківщини. Він подався до Америки, де 1895 року поселився в містечку Омаха, штат Небраска і став працювати в броварні. Незабаром став її співвласником. Тут він познайомився з місцевою вчителькою, одружився з нею і 1897 року у них народилася донька Адель, а 10 травня 1899 року — син, якого назвали також як і батька, але тепер вже на англо-американський манер не Фрідріхом, а Фредеріком. В усьому світу він згодом стане відомим у «скороченому варіанті» як Фред Астер.
Мати Фреда та старшої від нього на 18 місяців сестри Аделі мала щодо своїх дітей неабиякі плани. Вона вчила їх танцювати мало не з колиски і діти виявляли великий талант. Коли Фреду було 5 років, то мати забрала дітей навчатись танцю до Нью-Йорку. Тато ж залишився в Омасі заробляти гроші на своєму пивзаводі, щоб оплачувати навчання маленьких танцюристів. Мати була налаштована так рішуче, що продала всі свої коштовності для оплати того ж навчання дітей. Донька була стараннішою ученицею, а Фреду часом не вистачало сил та терпіння зносити уроки. Діти практично не мали дитинства, бо вже 1905 року з'явилися на професійній сцені. Втім, мати дала їм можливість походити ще 2 роки до звичайної школи і отримати хоч якусь освіту.
Дитячі та юнацькі роки Аделі та Фреда пройшли в безкінечних подорожах та виступах, але шлях на Бродвей був ще закритий, бо вони були неповнолітніми. Коли Фреду виповнилося 18 років, його танцювальному дуету з сестрою не було конкурентів. 28 листопада 1917 року вони дебютували на Бродвеї у виставі «Через вершину» і відразу ж досягли заслуженого успіху. 1923 року вони поїхали до Лондона з музичною виставою «Припини фліртувати» і мали там такий успіх, що Англія стала для них мало не другою батьківщиною. Але довелося повертатися до США, бо приятель Фреда Джордж Гершвін написав для родинного танцювального дуету мюзикл «Леді, будь хорошою». Цей поставлений 1924 року мюзикл мав колосальний успіх. На Американському континенті народилася власна музична форма — мюзикл. Пізніше вона завоювала весь світ. Мюзикл по суті був молодшим братом оперети, але демократичнішим, зрозумілішим американцям, бо дія мюзиклів відбувалася в американському середовищі, а не при цісарських та королівських дворах Європи, як в оперетах.
Адель та Фред мали також успіх у наступних мюзиклах «Посмішки» (1930) та «Фургон оркестрантів» (1931). На той час їм не було рівних в Америці, їх слава гриміла і в Європі. Але кінець родинному дуету прийшов швидко і несподівано. В березні 1932 року Адель виходить заміж за лорда Чарлза Кавендіша і вирішує назавжди залишити сцену. Фред був у розпачі, бо розумів, що таку партнерку йому більше не знайти. Тому вирішує й собі залишити сцену.
У червні 1933 року він одружується з акторкою Філліс Поттер. Шлюбна подорож Фреда та Філліс закінчилася в Голлівуді. Те, що Адель і Фред зробили для мюзиклу на театральній сцені, Фред з новими партнерками тепер мав зробити для кіноекрана. Його перші кроки в кіно були мало не анекдотичними. Після першої проби для кіно про нього сказали: «Не вміє грати. Трохи лисуватий, може трохи танцювати» (За іншою версією: «Також танцює»). Першу невелику роль він отримав у фільмі «Танцююча леді». Зіркою цього фільму була акторка Джоан Кроуфорд. А вже при зйомках наступного фільму, «Політ до Ріо», Фред несподівано для себе з'ясував, що його танцювальною партнеркою має бути Джинджер Роджерс. Їм доводилося зустрічатися і раніше, бо Фред, як хореограф, готував для Джинджер окремі танцювальні номери. Обоє не були задоволені цією зустріччю на знімальному майданчику. Фред вважав Джінджер далеко не найкращою танцюристкою, принаймні гіршою від Аделі. Однак доля розпорядилася щодо цієї пари по-своєму.
З 1933 по 1939 рік Фред Астер і Джінджер Роджерс знялися разом у 9 фільмах, а також у одному фільмі у 1949 році («Барклі з Бродвею»). Усі ці картини ввійшли до золотого фонду музичного кіно, американського та світового кінематографа. Але кар'єра цього дуету закінчилася різко і несподівано. Джинджер Роджерс оголосила, що вона хоче присвятити себе ролям винятково драматичного характеру. Хоч які були стосунки всередині дуету Астер-Роджерс, але роки їх спільної праці були найкращими роками їхнього життя, про що вони неодноразово пізніше згадували і самі. Факт розставання з Джинджер не означав кінця кар'єри Фреда Астера, хоча він неодноразово заявляв, що залишає світ кіно. У наступних стрічках Фред Астер мав за партнерок таких чудових акторок та танцюристок, як Рита Хейворт, Віра-Еллен, Люсіль Бремер, Елінор Павелл, Сід Черісс, але з жодною з них він не знявся більш, ніж удвох фільмах. Хоча ці фільми і досі залишаються найулюбленішою розвагою американців та глядачів інших країн.
У середині 1940-х років у Астера з'явився серйозний конкурент в особі актора та танцюриста Джина Келлі. Хоча стосунки цих двох чоловіків і були дружніми. Так, коли Келлі 1948 року зламав ногу, то він попросив саме Астера підмінити його в стрічці «Великодний хід» (Easter Parade). Партнеркою Астера в цій стрічці була Джуді Гарленд, і ця картина стала ще одним тріумфом 49-річного актора. Астер співав пісні, і багато з них стали хітами у його виконанні.
1945 року Астер після смерті коханої дружини Філліс майже на рік у черговий раз залишив шоу-бізнес. Потім він повернувся, але виступав вже не лише в мюзиклах, але й у серйозних фільмах. Десь після 60 років він переключився на виключно серйозний репертуар. Великою драматичною роллю в стрічці Стенлі Крамера «На пляжі» він завоював симпатії критиків, у «Втечі Мідаса» виконував роль таємного агента, в «Пурпуровому таксі» — сільського лікаря. Роль шахрая в стрічці «Пекло у піднебессі» принесла йому номінацію на «Оскара».
Свого єдиного «Оскара» Фред Астер отримав 1949 року за життєвий внесок у кіно. Цього «Оскара» йому вручала Джинджер Роджерс. 1960 року актор видав книгу-автобіографію «Кроки в часі».
Актор прожив велике і щасливе життя. Все, чого він досягнув, він досягнув завдяки своєму таланту і титанічній працьовитості. Він мав чудове здоров'я, хіба що в останні роки життя його турбувало серце. Астер відзначався здоровим стилем життя, тримався осторонь від голлівудської богеми та скандалів, не зловживав алкоголем. Бульварній пресі з нього не було поживи, хіба що лише в 1979 році, коли одружився з дівчиною, яка була на півстоліття молодшою від нього.
Фред Астер помер 22 червня 1987 року від пневмонії.

## Вшанування пам'яті
- Його ім'я вибите на Алеї Слави у Голлівуді.

## Фільмографія
- 1933 — «Танцююча леді» (Dancing Lady)
- 1933 — «Політ до Ріо» (Flying Down to Rio)
- 1934 — «Зміна серця» (Change Of Heart)
- 1934 — «Веселе розлучення» (The Gay Divorcee)
- 1935 — «Роберта» (Roberta)
- 1935 — «Капелюх-циліндр» (Top Hat)
- 1936 — «Йди за флотом» (Follow The Fleet)
- 1936 — «Час свінгу» (Swing Time)
- 1937 — «Потанцюємо?» (Shall We Dance)
- 1937 — «Дівиця в біді» (A Damsel In Distress)
- 1938 — «Безтурботний» (Carefree)
- 1939 — «Історія Вернона та Айрін Касл» (The Story Of Vcrnon And Irene Castle)
- 1940 — «Бродвейська мелодія 1940 року» (Broadway Melody Of 1940)
- 1940 — «Кордебалет» (Second Chorus)
- 1941 — «Ти ніколи не досягнеш багатства» (Yoo'll Never Get Rich)
- 1942 — «Ти ніколи не була милішою» (You Were Never Lovelier)
- 1942 — "Готель «Голідей Інн» (Holiday Inn)
- 1943 — «Небо обмежує» (The Sky's Hie limit)
- 1945 — «Йоланда і злодій» (Yolanda And The Thief)
- 1946 — «Зігфельд Фолліз» (Ziegfeld Follies)
- 1946 — «Блакитні небеса» (Blue Skies)
- 1948 — «Великодний хід» (Easter Parade)
- 1949 — «Берклі з Бродвею» (The Barkleys Of Broadway)
- 1950 — «Три маленьких слова» (Three little Words)
- 1950 — «Давайте танцювати» (Let's Dance)
- 1951 — «Королівське весілля» (Royal Wedding)
- 1952 — «Красуня з Нью-Йорка» (The Belle Of New York)
- 1953 — «Фургон оркестрантів» (The Band Wagon)
- 1955 — Довгоногий батечко / Daddy Long Legs
- 1957 — «Забавне личко» (Funny Face)
- 1957 — «Шовкові панчохи» (Silk Stockings)
- 1959 — «На березі» / (On the Beach) —  Джуліан Осборн
- 1961 — «Задоволення від його компанії» (The Pleasure Of His Company)
- 1962 — «33 нещастя» (The Notorious Landlady)
- 1968 — «Веселка Файніана» (Finian's Rainbow)
- 1969 — «Втеча Мідаса» (Midas Run)
- 1970 — «Банда „Через гору“ знову діє» (телефільм) (The Over The Hill Gang Rides Again)
- 1974 — «Пекло в піднебессі» (The Towering Inferno) — Гарлі Клейборн
- 1974 — «Оце так розвага!» (That's Entertainment)
- 1976 — «Оце так розвага! 2» (That's Entertainment II)
- 1976 — «Вражаючі добермани» (телефільм) (The Amazing Dobermans)
- 1977 — «Пурпурове таксі» (Франція — Італія — Ірландія) (Un Taxi mauve)
- 1981 — «Історія привида» (Ghost Story)
- 1985 — «Джордж Стівенс — Подорож кінематографіста» (документальний) (George Stevens — A Filmmakers Journey).